# Eric Broadley
Eric Harrison Broadley MBE (ur. 22 września 1928 w Bromley, zm. 28 maja 2017 w Cambridge) – brytyjski przedsiębiorca, inżynier, założyciel i szef firmy Lola Racing Cars. Lola brała udział w wielu seriach wyścigowych, takich jak Formuła 1, IndyCar czy wyścigi samochodów sportowych. Broadley sprzedał firmę Martinowi Birrane’owi w 1999 roku.

## Życiorys
Broadley w późnych latach 40. studiował architekturę. We wczesnych latach 50. został entuzjastą sportów motorowych i został członkiem 750 Motor Club. W tym czasie entuzjaści wyścigów często budowali samochody na bazie Austina Seven. W 1957 roku powstała pierwsza Lola – nazwę tę Broadley wziął od piosenki, której fragment brzmiał „Whatever Lola wants, Lola gets” (Czego Lola chce, to Lola dostaje). W połowie 1958 roku Broadley skonstruował samochód z silnikiem z przodu i pokonał nim okrążenie Brands Hatch poniżej minuty, stając się pierwszym człowiekiem, który tego dokonał. Inni kierowcy poprosili o replikę samochodu. Broadley i jego kuzyn wybudowali trzy egzemplarze. W następnym roku samochody Lola wygrywały wszystkie zawody, w których uczestniczyły, i uruchomiono firmę. W roku 1960 skonstruowano pierwszy samochód jednomiejscowy dla Formuły Junior. W roku 1962 Lola zadebiutowała w Formule 1, dostarczając nadwozie Mk4 zespołowi Bowmaker Racing Team, którego kierowcami byli John Surtees i Roy Salvadori. Surtees w pierwszym Grand Prix zdobył pole position. Jednakże zespół zbankrutował, więc Broadley skoncentrował się na budowaniu samochodów sportowych oraz bolidów dla Formuły Junior i Formuły 3. Samochody Broadleya przyciągnęły uwagę Forda, przez co Broadley został inżynierem konsultantem podczas tworzenia Forda GT40.
Boom na wyścigi w latach 60. spowodował, że Lola stała się największym producentem specjalistycznych samochodów wyścigowych, które odnosiły sukcesy w wielu formułach, począwszy od CanAm, a skończywszy na Formule Ford. W 1968 roku Lola zbudowała dla Hondy samochód Formuły 1, a oficjalnie powróciła do tej serii jako konstruktor w roku 1974, dostarczając samochody zespołowi Embassy Hill. Na przełomie lat 70. i 80. Lola skoncentrowała się na wyścigach w Stanach Zjednoczonych, wygrywając wiele wyścigów serii IndyCar. Nazwa Lola powróciła do Formuły 1 w roku 1985, chociaż samochody nie były konstruowane w Huntingdon – gdzie Lola miała swoją siedzibę od 1970 roku – ale tylko nosiły nazwę Lola, ponieważ przedstawiciel Loli w Stanach Zjednoczonych, Carl Haas, uznał, że ta nazwa bardziej przyciągnie sponsorów.
W latach 1987–1991 Lola budowała samochody dla zespołu Formuły 1 Larrousse. Chociaż Broadley nie miał wielkiego wkładu w rozwój brytyjskiego sportu motorowego, w 1991 roku został odznaczony Orderem Imperium Brytyjskiego klasy MBE.
Broadley zawsze uważał Formułę 1 za niedokończony interes i mimo katastrofalnych wyników T93/30 w barwach BMS Scuderia Italia w 1993 roku nalegał, by Lola wprowadziła własny zespół do Formuły 1. Program MasterCard Lola był nieprzemyślany i niedofinansowany. Samochody były bardzo wolne podczas ich debiutu w Australii w 1997 i zespół niemal natychmiast wycofał się z Formuły 1. W ciągu kilku następnych tygodni Lola została postawiona w stan upadłości. Firmę odkupił Martin Birrane, po czym przystąpił do odbudowy uszkodzonej reputacji firmy, koncentrując się na Indy Lights, Formule 3000 i w mniejszym stopniu CART.